# Прва далматинска пролетерска ударна бригада
Прва далматинска пролетерска народно-ослободилачка ударна бригада била је бригада Народноослободилачке војске Југославије (НОВЈ), формирана је одлуком Врховног штаба НОП и ДВ Југославије, а на предлог Главног штаба НОП и ДВ Хрватске, 6. септембра 1942. у селу Добром, код Ливна. У састав бригаде ушли су партизански батаљони Анте Јонић, Буде Борјан, Јосип Јурчевић и Тадија Анушић. На дан формирања имала је 1.217 бораца. Први командант бригаде био је Перо Ћетковић, а политички комесар Анте Кроња.
Од формирања до 11. новембра 1942. налазила се под командом Штаба Четврте оперативне зоне Хрватске, а потом је ушла у састав Треће ударне дивизије. Од септембра 1943. до јануара 1944. налазила се у саставу Девете далматинске дивизије, а након тога у саставу 26. далматинске дивизије, где је остала до краја рата. Имала значајну улогу и удео у формирању низа далматинских бригада и других јединица. Дала је велики број истакнутих бораца и руководилаца. Поред Далматинаца, у њеним редовима, борили су се борци из Босне и Херцеговине, Црне Горе и Србије.
Указом Врховног команданта НОВ и ПОЈ Јосипа Броза Тита 19. септембра 1944. проглашена је пролетерском (након рата је преименована у 11. пролетерску). За заслуге у Народноослободилачком рату одликована је Орденом народног ослобођења и Орденом братства и јединства, а поводом петнаестогодишњице битке на Сутјесци 3. јула 1958. и Орденом народног хероја.

## Ратни пут Прве далматинске бригаде
Приликом формирања бригада је имала четири батаљона, који су носили називе по истакнутим партизанским борцима и револуционарима из Далмације — Анти Јонићу, Буди Борјану, Јосипу Јурчевићу и Тадији Анушићу. Од укупно 1.217 бораца, колико је имала на дан формирања њих 83 су биле жене. Из Далмације је било 1.184 бораца, и то — из Сплита 204, Шибеника 182, Книна 143, Сиња 138, Макарске 129, Трогира 119, Вргорца 62, Омиша 32, Корчуле 22, Плоча 60, Задра 15, Бенковца 4, Биограда 9, Дрниша 16, Брача 3, Хвара 15, Имотског 4, Виса 20, Метковића 7, а 33 изван Далмације.
Док се налазила под командом Штаба Четврте оперативне зоне Хрватске, током септембра и октобра 1942. учествовала је у борбама код Сиња, око Дувна и на простору Ливно—Сињ. Од уласка у састав Треће ударне дивизије, новембра 1942. до битке на Неретви, учествовала је крајем новембра у борбама за ослобођење Јајца, а потом у борбама за његову одбрану. У овим борбама погинуо је командант бригаде Божо Билић Марјан. Након тога, ангажована је у борбама у долини Врбаса и средњој Босни. Током битке на Неретви истакла се у — заузимању Прозора, 16. и 17. фебруара; у борбама у долини Раме; у противудару Главне оперативне групе Врховног штаба, од 3. до 5. марта код Горњег Вакуфа и поново у борбама у долини Неретве. У офанзиви јединица Главне оперативне групе с Неретве на исток, Прва далматинска бригада ангажована је у борбама на Прењу, код Фазлагића Кула, на Кобиљој глави и другим местима у Херцеговини.
Током битке на Сутјесци, од половине маја до половине јуна 1943, Прва далматинска бригада извршила је више тешких задатака —  најпре је водила тешке борбе код Шавника, на рекама Комарници, Пиви и Тари; а потом је и извела покушај да се део Главне оперативне групе пробије у Санџак. Након тога, избила је на Вучево, а 11. јуна 1943. њена три батаљона и Први батаљон Пете пролетерске црногорске бригаде образовали су посебну групу која је покушала да на левој обали Сутјеске, у рејону Тјентишта, образује мостобран. Истога дана ове снаге су разбиле непријатеља и почеле продор ка Зеленгори. Под притиском вишеструко јачих непријатељских снага, није створен мостобран, па је до избијања делова Пете пролетерске црногорске бригаде водила борбу у рејону Врбничких колиба, након чега су обе, с главним снагама, кренуле према Јахорини и Романији.
На Јахорини је одсечен њен Трећи батаљон, па је остала два батаљона (на Сутјесци је разбијен њен Други батаљон), током јула и прве половине августа 1943. ангажована је у борбама у источној и средњој Босни. Трећи батаљон и део Другог батаљона су се пробили у Херцеговину, где су ушли у Десету херцеговачку бригаду. Одлуком Врховног штаба НОВ и ПОЈ, упућена у Далмацију, и 20. августа стигла у рејон Врлике. После доласка у Далмацију, у њен састав су ушла три далматинска батаљона. Приликом обнављања Девете далматинске дивизије 8. септембра 1943. ушла је у њен састав. Од 10. до 26. септембра учествовала је у тешким борбама, спречавајући продор 7. СС дивизије Принц Еуген од Книна у Сплит, као и у одбрани Сплита.
Током октобра 1943. затварала правце од Имотског и Посушја ка Ливну и Дувну и водила тешке борбе против Петог усташког здруга. Крајем истог месеца, преко луке Подгора, пребачена је на Пељешац, где је заједно с Тринаестом далматинском бригадом десетак дана водила борбе против 7. СС дивизије. Недељу дана је водила борбе код Загвозда и Грабовца, па је 16/17. новембра пребачена на Хвар, где је са Једанаестом далматинском бригадом организовала одбрану и држала је до 23. децембра. Због помоћи другим снагама, на острво Корчулу је пребачена 23/24. децембра, али је била присиљена да се повуче.
Јануара 1944. изашла је из састава Девете далматинске дивизије и улази у састав 26. далматинске дивизије, након чега добија задатак да са другим јединицама дивизије организује одбрану острва Виса. Одавде је извела више десетина подухвата на острва и полуострво Пељешац — 24. јануара извела је десант на Хвар, а њен Трећи батаљон садејствовао је Једанаестој далматинској бригади у десанту на острво Мљет 20/21. априла, а ноћ касније у десанту на острво Корчулу; 10. маја извела је успешан десант на острво Шолту; с осталим снагама 26. дивизије и британским командосима, 1. јуна 1944. извела је успешан десант на острво Брач и водила четвородневне борбе; 21. јула, делом снага искрцала се на Пељешац, а 8. септембра бригада се искрцала на Хвар, потом на Брач, где је разбила делове 738. пука немачке 118. дивизије.
Учествовала је у више борби за коначно ослобођење Далмације — 23. септембра за ослобођење Хвара; средином октобра извела је десант на обалу јужно од Неретве, код Вуковог Кланца, где је са Једанаестом далматинском бригадом учествовала у уништењу борбене групе 369. легионарске дивизије; потом је водила борбе за ослобођење Шибеника (3. октобра), па у Книнској операцији фебруара 1945. године. У личко-приморској и Тршћанској операцији водила је више тешких борби, а ратни пут је завршила на Сочи 8. маја 1945. године.
У току Народноослободилачког рата, кроз Прву далматинску бригаду је прошло око 5.500 бораца, од чега је погинуло 2.229 бораца.

## Народни хероји бригаде
Борци Прве далматинске пролетерске ударне бригаде проглашени за народне хероје:
- Илија Антуновић,  заменика комесара чете у Трећем батаљону
- Божо Билић Марјан, командант бригаде
- Пеко Богдан, заменик команданта бригаде
- Димитрије Војводић, командант Првог, па Четвртог батаљона
- Јуре Галић Велики, командант Трећег батаљона
- Иван Гуво, командант батаљона Првог
- Бранко Дуде, командант Првог батаљона
- Ђуро Ђапић, водник у Првој чети Првог батаљона
- Обрен Ивковић, заменик команданта бригаде
- Ристо Лекић, руководилац Политодела бригаде
- Глигорије Мандић, командант бригаде
- Мирко Нововић, заменик политичког комесара бригаде
- Стево Опачић, командир Треће чете Четврог батаљона
- Рудолф Приморац, начелник Штаба бригаде
- Петар Радевић, командант Трећег батаљона
- Станко Пармач, заменик команданта Трећег батаљона
- Срећко Реић, командант Четвртог, па Трећег батаљона
- Пашко Ромац, руководилац Политодела бригаде
- Мате Станичић, заменик команданта Другог батаљона
- Љубо Трута, командант батаљона
- Гојко Ујдуровић, заменик команданта Трећег батаљона
- Петар Перо Ћетковић, командант бригаде
- Владимир Шћекић, политички комесар бригаде